# Коровинская губа
Коро́винская губа — губа на юге Печорского моря, вдаётся в северную часть материка.

## География
Мелководный пресный залив. Омывает Малоземельскую тундру и Захарьин берег. Расположена в дельте реки Печоры, впадающей в Печорскую губу, слева от устья.
На севере включает в себя губу Средняя с островом Санев. В акватории Коровинской губы находится множество островов: Уром, Ходовариха, Болдин, Верхний, Середовый, Конзер, Глубокий, расположенные на юге и юго-востоке; Поленихины, Чаячий, Ловецкий, Кашин, Морской, расположенные на востоке при выходе из бухты. Острова губы постепенно изменяют свою конфигурацию и площадь из-за водной эрозии.
Также с юга и юго-востока в губу впадают протоки Тундровый Шар, Крестовый Шар, Большой Шар, Болтин Шар, Большой Гусинец, Малый Гусинец, Средний Шар (Ульянов Шар), Бецабицер-Шар, Конзер-Шар, Песчабичер, Глубокий Шар, Каменный Шар. Кроме того, губа окружена множеством мелких озёр.
На северном берегу в губу вдаются мысы Седуйский Нос, Костяной Нос, Кучаринов Нос, Буй-Нос.  Вблизи западного берега проходит Ненецкая гряда.
Глубина колеблется от 0,5 до 6—7 метров. Дважды в течение суток наблюдаются приливно-отливные явления. Амплитуда колебания уровня воды составляет в среднем 1 метр. Довольно часты восточные штормы. Освобождается ото льда в первой половине июня, ледостав начинается в первой половине октября.
Входит в состав Ненецкого заповедника.

## Флора и фауна
Значительная часть прибрежных мелководий покрыта мощными ковровыми зарослями рдестов и других макрофитов. Заросли особенно значительны вдоль южного побережья и около островов Кашин, Зелёный и Ловецкий. Растительный покров острова Зелёный — пойменно-луговой. Покров островов Ловецкий, Кашин и Санев представляет собой типичную мохово-кустарниковую тундру, островов Поленихи и Чаячий — низкую, болотистую тундру с мелкими озерками.
Акватория губы — важнейший район воспроизводства сиговых и частиковых рыб. Миграционный путь проходных и полупроходных рыб.
Коровинская губа — одно из важнейших на европейском Северо-Востоке России мест остановок мигрирующих водных и околоводных птиц. На островах и прилегающих тундрах высока концентрация гнездящихся птиц: гагар, гусей, лебедей, речных и нырковых уток, куликов, поморников, чаек, крачек. Также в губе гнездятся редкие виды птиц, занесённые в Красную книгу России: малый лебедь, орлан-белохвост, кречет, сапсан, беркут.
В 1980—1990 годах исследования акватории проводили Юрий и Олег Минеевы.

## История
В конце XIX века губу обследовали английские исследователи, в середине 1980-х годов — экспедиция Кандалакшского заповедника с участием Виталия Бианки.